# 댕댕 어드벤처
《댕댕 어드벤처》는 오즈콘텐츠가 제작한 대한민국의 애니메이션으로, 2025년 7월 12일부터 KBS 1TV에서 방영하고 있다. 성우인 오주희의 프로듀서 데뷔작이기도 하다.

## 방송 일시
| 방송 채널 | 방송일            | 방송 시간        |
| --------- | ----------------- | ---------------- |
| KBS 1TV   | 2025년 7월 12일 ~ | 매주 토 오후 2시 |

## 등장 인물
- 은우
- 아린
- 레오
- 뭉치
- 코코
- 도니
- 롤리
- 루나
- 아빠

## 목소리 출연
- 이명호: 은우
- 서다혜: 레오
- 김유림: 아린, 롤리
- 오주희: 코코
- 김한나: 뭉치
- 정의택: 아빠
- 허성재: 악당
- 원에스더: 수빈
- 유인선: 도니
- 김순미: 루나

## OST
- 이명호, 정의택 아티스트

## 제작진
- 이태헌 책임
- 오주희 황응구 프로듀서 연출
- 박희경 총감독
- 이준우 염선화 시나리오 각본
- 박희경 애니메이션 연출
- 조경아 김희윤 정영빈 캐릭터 디자인 배경 디자인
- 오주희 작사
- 강성순 작곡 편곡
- 박소희 조수호 영상편집
- 안호성 홍태경 음향효과 믹싱
- 우하오펑 쉬신 추차러 천징민 모델링 맵핑
- 취메이쥔 천싱옌 가오웨이린 예웨이러
- 린시우쯔 왕신 리깅
- 웨페이 리바오이 샤오구이원 레이아웃
- 위시에 오샤오칭 류화위안 애니메이션
- 우윈타오 구루썬 리빈 합성 효과
- 허자쯔 류전니 우지썬 위팅쥔 저우즈민 닝메이쉐 라이팅 렌더링
- 이채연 KBS 미디어 홈페이지 제작
- 김수애 종합편집 감독
- 황은서 자막 디자인
- 차한결 조연출
- KBS 기획
- 오즈컨텐츠 제작
- SUNBOY 애니메이션

## 방영 목록
| 화차 | 주제                              | 방송 일자       |
| ---- | --------------------------------- | --------------- |
| 1화  | 댕댕 어드벤처 공룡 대탐험         | 2025년 7월 12일 |
| 2화  | 소원을 말해봐                     | 2025년 7월 26일 |
| 3화  | 환경을 지키는 분리수거 용사       | 2025년 8월 2일  |
| 4화  | 양 1마리, 양 2마리, 그리고 아기양 | 2025년 8월 9일  |
| 5화  | 해적 여왕의 보물 지도             | 2025년 8월 16일 |
| 6화  | 젊음의 샘이 있다면                | 2025년 8월 23일 |
| 7화  | 무정                              | 2025년 8월 30일 |

## 결방 및 편성안내
- 2025년 7월 19일: KBS 뉴스특보 남부지방 집중호우 및 네트워크기획 청주기억, 이슈 픽 쌤과 함께 스페셜의 관계로 인해 결방했다.